# Amazing Fantasy
Amazing Fantasy (раніше Amazing Adult Fantasy) — американська серія коміксів, що виходила у видавництві Marvel Comics з 1961 по 1962 рік, а також у 1995 та 2000-х роках.
У 1960-х роках, останній випуск, Amazing Fantasy #15 (обкладинка датована серпнем 1962), представив згодом найпопулярнішого супергероя відомого як Людина-павука.
Серія Amazing Adult Fantasy дебютувала у #7 випуску, з нумерацією (врахуванням кількості випусків) минулої серії Amazing Adventures.